# Platonistas de Cambridge

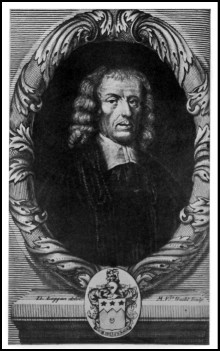
Henry More da escola dos Platonistas de Cambridge.

Os Platonistas de Cambridge eram um grupo de teólogos e filósofos platônicos da Universidade de Cambridge, em meados do século XVII. As figuras principais eram Ralph Cudworth, Nathaniel Culverwell, Benjamin Whichcote e Henry More. Dentre os que seguiram a tradição, destacam-se Damaris Cudworth e Anne Conway, esta última tendo influenciado Leibniz.

## O grupo e seu nome
Mark Goldie, escrevendo no Dicionário Oxford de Biografia Nacional, observa que o termo "Platonistas de Cambridge" foi dado no século XIX e pode ser enganador. Não existe uma distinção clara entre o grupo e os latitudinários em geral.

### Historiografia
A categorização e interpretação dos platonistas de Cambridge mudou ao longo do tempo. Frances Yates interpretou-os como eruditos que se engajaram com a Cabala Cristã, mas rejeitaram o Hermetismo após a nova datação do corpo hermético por Isaac Casaubon. Ela argumenta que Cudsworth e More perpetuam certas ideias neoplatônicas da Renascença, incluindo um amplo sincretismo das primeiras formas do hermetismo, em um novo contexto acadêmico.
Mais recentemente, Dmitri Levitin desafiou qualquer categorização dos platonistas de Cambridge como um grupo filosófico coeso. Enquanto ele admite que o grupo "existia como um conjunto solto de conhecidos ligados por relacionamentos tutoriais", ele argumenta que eles não eram exclusivos em seu interesse pelo platonismo, nem a maioria deles acreditava em qualquer sincretismo ou prisca theologia/philosophia perennis. Levitin observa que, dos platonistas de Cambridge, apenas More se considerava um filósofo em vez de um filólogo ou teólogo e enfrentou críticas de outros, incluindo Cudworth, por sua falta de atenção aos detalhes históricos. Além disso, filósofos não tradicionalmente considerados "platonistas de Cambridge" tiveram um interesse histórico e filosófico no platonismo e nas ideias da ciência antiga. Com base nessas conclusões, Levitin rejeita qualquer categorização dos platonistas de Cambridge como um grupo coeso em termos de visões filosóficas como historicamente infundada.
Estudos atuais também analisam a ampla influência que esse meio teve em Isaac Newton, que foi contemporâneo dos platonistas de Cambridge e interagiu com eles, tendo lhes feito citações junto com ideias platônicas em alguns de seus escritos.

## Visões
Os platonistas de Cambridge usaram a estrutura da philosophia perennis de Agostino Steuco e, a partir disso, defenderam a moderação. Eles acreditavam que a razão é o juiz apropriado dos desacordos e, portanto, defendiam o diálogo entre as tradições puritana e laudiana. Os ortodoxos calvinistas ingleses da época acharam os seus pontos de vista um ataque insidioso, ignorando as questões teológicas básicas da expiação e da justificação pela fé. Dado o histórico do círculo de Cambridge em faculdades puritanas, como o Sidney Sussex College, Cambridge e o Emmanuel College, Cambridge, o enfraquecimento foi intelectualmente ainda mais eficaz. John Bunyan reclamou nesses termos sobre Edward Fowler, um seguidor próximo das latitudinárias.  
A compreensão que eles tinham da razão é de que ela era como "a vela do Senhor": um eco do divino dentro da alma humana e uma marca de Deus dentro do homem. Eles acreditavam que a razão poderia julgar as revelações privadas da narrativa puritana e investigar rituais contestados e a liturgia da Igreja da Inglaterra. Por esta abordagem, eles foram chamados de "latitudinários".
O dogmatismo dos divinos puritanos, com suas exigências anti-racionalistas, era, eles achavam, incorreto. Eles também sentiram que a insistência calvinista na revelação individual deixou Deus sem envolvimento com a maioria da humanidade. Ao mesmo tempo, eles estavam reagindo contra os escritos materialistas reducionistas de Thomas Hobbes. Eles sentiam que os últimos, enquanto racionalistas, estavam negando a parte idealística do universo.
Para os platonistas de Cambridge, a religião e a razão estavam em harmonia, e a realidade era conhecida não apenas pela sensação física, mas pela intuição das formas inteligíveis que existem por trás do mundo material da percepção cotidiana. Formas universais e ideais informam a matéria, e os sentidos físicos são guias não confiáveis para sua realidade. Em resposta à filosofia mecânica, More propôs um "Princípio Hilárquico", e Cudworth um conceito de "Natureza Plástica".  

## Representantes
- Benjamin Whichcote (1609–1683)
- Peter Sterry (1613–1672)
- George Rust (d.1670)
- Henry More (1614–1687)
- Ralph Cudworth (1617-1688)
- John Smith (1618–1652)
- John Worthington (1618–1671)
- Nathaniel Culverwel (1619 a 1651)
- Anne Conway, Viscondessa Conway (1631–1679)
- Joseph Glanvill (1636–1680)
- Damaris Cudworth Masham (1659–1708)
- John Norris (1657–1711)

Embora vindo depois e geralmente não considerado um Platonista de Cambridge propriamente, Anthony Ashley Cooper, 3º Conde de Shaftesbury (1671–1713) foi muito influenciado pelo movimento.

## Obras principais
- Benjamin Whichcote (1609-1683) foi um dos líderes do movimento, mas ele também foi um pastor ativo e acadêmico que não publicou em sua vida. Seus sermões foram notáveis e causaram controvérsias, e Whichcote escreveu muito sem publicar. Em 1685, Algumas Noções Selecionadas de B. Whichcote foram publicadas devido à demanda. Depois disso foi Select Sermons (1689) (com um prefácio de Shaftesbury) e Vários Discursos (1701). Finalmente, uma coleção de seus ditos apareceu como Aforismos Morais e Religiosos em 1703.
- Peter Sterry é lembrado por seu Um Discurso da Liberdade da Vontade (1675) entre outras obras.
- Henry More (1614–1687) escreveu muitos trabalhos. Como platonista, suas obras importantes foram o Manual de Ética (1666), os Diálogos Divinos (1668) e o Manual de Metafísica (1671). Embora todos os trabalhos de More tivessem popularidade, os Diálogos Divinos foram talvez os mais influentes.
- O principal trabalho filosófico de Cudworth foi O Verdadeiro Sistema Intelectual do Universo (1678) e o Tratado sobre a Moralidade Eterna e Imutável, que apareceu postumamente em 1731.
- John Smith, um estudante de Benjamin Whichcote, é mais lembrado pela elegância de seu estilo e pela profundidade de seu aprendizado no Select Discourses postumamente publicado (1660).
- O principal trabalho de Culverwel foi Light of Nature (1652). Culverwel morreu jovem (provavelmente aos 32 anos). Ele pretendia escrever um trabalho em várias partes reconciliando o Evangelho com a razão filosófica.